# Il club dei delitti del giovedì
Il club dei delitti del giovedì (The Thursday Murder Club) è un film del 2025 diretto da Chris Columbus.
La pellicola è l'adattamento dell'omonimo primo romanzo della serie scritta dall'autore britannico Richard Osman.

## Trama
Quattro anziani investigatori - un tempo una spia, un'infermiera, un funzionario sindacale e uno psichiatra - decidono di dare una svolta alla loro monotona vita in una residenza geriatrica, impegnandosi nella risoluzione di un misterioso delitto.

## Produzione
A seguito del successo della saga letteraria di Richard Osman, la società di produzione Amblin Entertainment di Steven Spielberg si è aggiudicata i diritti di trasposizione cinematografica dell'opera letteraria, con lo stesso Spielberg inizialmente interessato a dirigere personalmente il progetto, in collaborazione con la produttrice Jennifer Todd e lo stesso autore Osman, accreditato come produttore esecutivo.
Tuttavia, nel corso del 2020, la trasposizione è stata accostata ad Ol Parker, che ne avrebbe dovuto assumere la regia e scrivere la sceneggiatura e con le riprese previste a partire da settembre 2023, con uno slittamento dovuto allo sciopero degli sceneggiatori hollywoodiani.
Nell'aprile del 2024, il regista statunitense Chris Columbus - vecchio collaboratore e amico di Spielberg - ha assunto le redini del progetto, figurando come nuovo regista e co-produttore. 
Con l'approdo di Columbus e della sua società di produzione, Netflix ha assunto il ruolo di distributore della pellicola.
Il casting è stato completato fra maggio e giugno del 2024, con l'assunzione di Helen Mirren, Ben Kingsley, Celia Imrie e Pierce Brosnan - già collaboatore di lunga data del regista - nei ruoli dei quattro protagonisti. 
Al The Kelly Clarkson Show, Mirren ha espresso soddisfazione per il progetto, lodando l'abilità di Columbus e la guida di Spielberg. Lo stesso è stato fatto in altri contesti da Imrie e Tom Ellis, unitosi al cast a fine giugno.
Katy Brand e Suzanne Heathcote hanno scritto la sceneggiatura, con il contributo dello stesso regista e di Osman. 
Il compositore Thomas Newman ha curato la colonna sonora del film, mentre Don Burgess, Dan Zimmerman e Joanna Johnston si sono rispettivamente occupati della fotografia, del montaggio e dei costumi della pellicola.
Le riprese si sono tenute presso gli Shepperton Studios a partire dal mese di giugno 2024. L'autore dei romanzi, Richard Osman, ne ha confermato la conclusione nelle ultime settimane del settembre dello stesso anno.

## Promozione
Il primo teaser trailer del film è stato diffuso giovedì 29 Maggio, mentre i primi poster e locandine sono stati resi noti a partire dal 31 Luglio 2025. Il successivo 7 agosto è stato infine rilasciato il trailer.
La première del film si è tenuta a New York il 14 agosto, presenti il regista Chris Columbus e il cast.

## Distribuzione
Il film verrà distribuito sulla piattaforma Netflix a partire dal 28 agosto 2025, con una preventiva e limitata distribuzione nelle sale cinematografiche.